# Menahem Pressler
Menahem Pressler (Magdeburgo, Alemania, 16 de diciembre de 1923-Londres, 6 de mayo de 2023) fue un pianista israelí-estadounidense de origen alemán.

## Trayectoria
En 1939, después de la noche de los Cristales Rotos, Pressler y su familia huyeron de la Alemania dominada por los nazis. Inicialmente marcharon a Italia y luego a Palestina. Sus abuelos, tíos, tías y primos murieron en los campos de concentración durante la Segunda Guerra Mundial. Su carrera despegó tras ganar el primer premio en la Debussy Piano Internacional Competition en San Francisco en 1946. Su debut en el Carnegie Hall fue posteriormente seguido por el debut con la Orquesta de Filadelfia dirigida por Eugene Ormandy.
Desde 1955, enseñó en la facultad de piano en la Indiana University Jacobs School of Music, donde tuvo el rango de Profesor Distinguido de Música. Su debut como músico de cámara se produjo en 1955 en el Berkshire Festival, donde apareció como pianista del Trío Beaux Arts, con Daniel Guilet, violín, y Bernard Greenhouse, violoncelo. A pesar de ser el componente más joven del trío en sus inicios, finalmente fue el único miembro original que actuó con el grupo durante toda su existencia, incluyendo varios cambios de componentes, hasta la disolución del trío en 2008.  En 2010, tocó en el Rheingau Musik Festival con Antônio Meneses, el último celista del trío y apareció antes en la serie Rendezvous.
De su vida en el Trío Beaux Arts dice: «En aquella época tocábamos muchísimos conciertos y ensayábamos con saña». No buscaban la perfección, sino la belleza, y la encontraron: «Nunca fuimos máquinas de hacer música sino amantes de la música».
Pressler regresó a Alemania en 2008 con ocasión del 70.º aniversario de la noche de los Cristales Rotos. En 2008 después de disolver el Trío Beaux Arts, inició una tardía carrera internacional como solista. Tras grabar todo el repertorio camerístico con piano, comenzó a registrar obras en solitario como una integral de las sonatas de Mozart para el sello La Dolce Volta.  
Se recuperó de un aneurisma aórtico con noventa y un años. Tras su operación regresó en seis meses a los escenarios para debutar como acompañante en un recital de lieder de Schumann con Matthias Goerne en el Wigmore Hall de Londres. Por otro lado siguió ejerciendo la docencia en la Escuela de Música Jacobs de la Universidad de Indiana en Bloomington, que compaginó con clases magistrales en otras instituciones como la Escuela Superior de Música Reina Sofía.
En enero de 2014, con noventa años, hizo su debut con la Orquesta Filarmónica de Berlín. Su actuación con la Orquesta Filarmónica de Berlín y Siimon Rattle en el Concierto de Año Nuevo de 2014 fue televisada en vivo a todo el mundo.
El Trío Beaux Arts hizo una extensa serie de grabaciones para la discográfica Philips. Además, Pressler grabó   música de piano solo en el sello La Dolce Volta. Ya a principios de los años 50, grabó una cantidad sustancial de música de piano solo y para piano y orquesta, de varios compositores, para el sello estadounidense MGM.

## Premios y reconocimiento
Entre los honores y premios recibidos, destacan los doctorados honorarios de la Universidad de Nebraska, del Conservatorio de Música de San Francisco y de la Escuela de las Artes de Carolina del Norte, seis nominaciones al Grammy (incluida una del 2006), un premio de reconocimiento a su carrera de la revista Gramophone y la Medalla de Oro de Mérito de la Sociedad Nacional de Artes y Letras. Asimismo, los críticos alemanes le otorgaron el premio “Ehrenurkunde” y fue elegido a la Academia Estadounidense de las Artes y las Ciencias.
En 2007, fue nombrado Socio Honorario de la Academia de Música y Baile de Jerusalén, en reconocimiento a una vida de acción y liderazgo en la música. En 2005, recibió dos premios adicionales de mérito internacional: la Orden del Mérito de la República Federal de Alemania (Bundesverdienstkreuz) y la de Comendador de la Orden de las Artes y las Letras, el honor cultural más alto de Francia.[cita requerida]